# (532037) Chiminigagua
(532037) Chiminigagua – planetoida z grupy obiektów transneptunowych, krążąca wokół Słońca w obrębie dysku rozproszonego.

## Orbita
Orbita Chiminigagua jest nachylona pod kątem 33,2° do ekliptyki, ma też duży mimośród – około 0,39. Ciało to krąży w średniej odległości ponad 58 au wokół Słońca; na jeden obieg potrzebuje ok. 451 lat. W 2203 roku planetoida przejdzie przez swoje peryhelium.

## Charakterystyka fizyczna
Niewiele jak dotąd wiadomo o tym odległym obiekcie. Duża absolutna wielkość gwiazdowa, wynosząca około 3,10m, kwalifikuje go do grupy kandydatów na planety karłowate. Średnica planetoidy 2013 FY27 na podstawie jej jasności szacowana jest na około 740 km, co czyni ją jedną z największych odkrytych planetoid transneptunowych.
Planetoida posiada naturalnego satelitę odkrytego w 2018 roku, którego średnicę szacuje się na 190 km.